# Doru Popovici
Doru Popovici (n. 17 februarie 1932, Reșița, Caraș-Severin, România – d. 5 martie 2019, București, România) a fost un compozitor, muzicolog, scriitor și ziarist român.

## Biografie
Născut la 17 februarie 1932, personalitate completă a muzicii românești, ce are o activitate componistică și muzicologică susținută. Preocupările sale se extind totodată în domeniul literar, unde scrie numeroase poezii cu vers alb, și în ziaristică, lucrând ca jurnalist muzical pentru Săptămâna între anii 1970-1990. A studiat la Conservatoarele din Timișoara și București cu Liviu Rusu, Mihail Jora, Mihail Andricu, Marțian Negrea, Paul Constantinescu, Theodor Rogalski ș.a. În 1968 participă la cursurile de vară de la Darmstadt, după care continuă să meargă regulat în Germania pentru a învăța tehnici moderne de compoziție cu György Ligeti, Karlheinz Stockhausen și Iannis Xenakis. Tot din același an își începe colaborarea cu Societatea Română de Radiodifuziune. 

Creația sa muzicală cuprinde o arie largă de genuri (muzică simfonică, de teatru, de operă, instrumentală, vocală, corală), dar din anii 1960 se focalizează cu precădere asupra muzicii de cameră. Cu toate acestea, lucrările pentru ansambluri restrânse se construiesc deopotrivă pe spații muzicale ample, cu sufluri melodice lungi, ca expresie a lirismului caracteristic pieselor lui. Sursele melodicii se înscriu atât în muzica veche - cea a renașterii europene sau monodia bizantină -, cât și în modernismul secolului 20. Important de semnalat este traseul său atipic în compoziție, pornind de la avangardismul limbajului serial-dodecafonic, în tinerețe, și orientându-se treptat către o direcție neoclasică. 

Opera muzicologică este cuprinzătoare, numără de la eseuri până la monografii, și tratează subiecte variate - muzica românească, perioade istorice muzicale, compozitori etc. În prezent este profesor de istorie a muzicii la Universitatea Spiru Haret și se preocupă cu organizarea evenimentelor muzicale ce au ca scop promovarea tinerilor.

## Creația

#### Muzică de teatru
- Prometeu op.13 (1958); operă într-un act, libretul de Victor Eftimiu; premiera a avut loc la București, 16 decembrie 1964, la Opera Română (cu Mircea Popa)
- Mariana Pineda op.28 (1966); operă într-un act, libretul după Frederico Garcia Lorca; premiera a avut loc în București, 22 decembrie 1966 (cu Carol Litvin)
- Nunta op.36 (1971); poem coregrafic, libretul de Hero Lupescu
- Interogatoriul din zori op.47 (1975); operă într-un act, libretul de Victor Bârlădeanu
- Noaptea cea mai lungă op.52 (1977); operă într-un act, libretul de Dan Mutașcu
- Statornicie op.102 (1989); operă, libretul de Doru Popovici
- Prostituata op.145 (1997); operă de cameră, libretul de Doru Popovici
- Întâlnire cu George Enescu op.154 (2002); operă pentru soprană, bas, cor mixt, pian și vioară solo, libretul de Doru Popovici
- Giordano Bruno op.155 (2003); operă pentru soprană, bas, pian, 3 violoncele și cor de femei, libretul de Doru Popovici

#### Muzică vocal-simfonică
- În marea trecere op.10 (1956); poem pentru tenor și orchestră de cameră, versuri de Lucian Blaga
- Porumbeii morți op.11, nr.2 (1957); cantată pe versuri de Ion Pillat
- Noapte de august op.15 (1959); poem pentru bariton și orchestră, versuri de Mihu Dragomir
- Patria mea op.15 (1959); pentru voce gravă și orchestră, versuri de Vladimir Colin
- Omagiu lui Palestrina (1966); cantată pentru cor și orchestră, text liturgic
- In memoriam poetae Mariana Dumitrescu op.32 (1967); cantată pentru contralto și orchestră, text liturgic
- Epitaf pentru Eftimie Murgu op.35 (1969); pentru cor de copii și orchestră, text liturgic
- 1877 op.50 (1976); cantată dramatică, versuri de Valeriu Bucuroiu
- Cântec de speranță și rezidire op.51 (1977); cantată pentru cor și orchestră, versuri de Dan Mutașcu
- Omagiu orașului Brașov op.54 (1978); cantată pentru soprană și orchestră, versuri de Valeriu Bucuroiu
- Odă lui Mihai Viteazul op.56 (1979); cantată pentru soprană și orchestră, versuri de Dan Mutașcu
- Omagiu lui Burebista op.60 (1979); cantată pentru cor și orchestră, versuri de Dan Mutașcu
- Patria muncește op.62 (1980); cantată pentru alto și orchestră, text de Eugen Barbu
- Va fi odată op.63 (1980); cantată pentru cor mixt și orchestră, versuri de Dumitru Popescu
- In memoriam Marin Preda op.68 (1981), cantată pentru alto, cor mixt și orchestră, versuri de Adrian Păunescu
- Imn muncii op.69 (1981); pentru mezzosoprană și orchestră de coarde, versuri de Doru Popovici
- 2 Madrigale pe versuri de Martha Popovici op.74 (1982); pentru soprană, alto și orchestră de coarde (cuprinde Omagiu lui Cucu; Cântecul vieții)
- Transilvania op.83 (1982); cantată pentru cor mixt și orchestră, versuri de Martha Popovici
- Poemă de august op.84 (1982); cantată pentru soprană și orchestră de coarde, versuri de Dan Mutașcu
- Balada lui Horea op.85 (1984); cantată pentru cor mixt și orchestră, versuri de Martha Popovici
- În memoriam Fundoianu op.87 (1984); cantată pentru soprană și orchestră, versuri de Victor Bârlădeanu
- Muzica lui Bach op.88 (1985); cantată pentru cor mixt și orchestră de coarde, versuri de Doru Popovici
- Izbânda împlinirii op.91 (1986); cantată pentru cor mixt și orchestră, versuri de Pavel Pereș
- Odă lui Mircea cel Mare op.93 (1986); cantată pentru cor mixt și orchestră
- Omagiu țării mele op.105 (1990); pentru cor mixt, alto și orchestră, versuri de Doru Popovici
- Sfântă Iugoslavia op.110 (1991); motet pentru soprană și orchestră de coarde, versuri de Doru Popovici

#### Muzică simfonică
- Poem pentru orchestră op.6, nr.1 (1954)
- Triptic pentru orchestră op.7 (1955)
- Două schițe simfonice op.8, nr.1 (1955)
- Concertino pentru orchestră de coarde op.9 (1956)
- Concert pentru orchestră op.17 (1960)
- Simfonia I op.21 (1962)
- Simfonia a II-a „Spielberg” op.30 (1966)
- Poem bizantin (Omagiu Mănăstirii Arnota) op.33, nr.1 (1968); pentru orchestră de cameră
- Codex Caioni op.33, nr.2 (1968); pentru orchestră de coarde
- Simfonia a III-a „Bizantina” op.33, nr.3 (1968)
- Simfonia a IV-a „În memoria lui Nicolae Iorga” op.45 (1973)
- Pastorale transilvane op.61 (1980); pentru orchestră de coarde
- Pastorale bănățene op.65 (1980); pentru orchestră de coarde
- Omagiu lui Sadoveanu op.66 (1981); pentru violoncel și orchestră
- Pastorale din Oltenia op.70 (1982); suită pentru orchestră de coarde și timpa
- Improvizații lirice op.71 (1982); pentru flaut, violă și orchestră

#### Muzică de cameră
- Sonata pentru violoncel și pian op.3, nr.1 (1952)
- Sonatina pentru pian op.3, nr.2 (1953)
- Sonata pentru vioară și pian op.3, nr.2 (1953)
- Elegie pentru violoncel și pian op.4, nr.1 (1953)
- Două miniaturi pentru pian op.4, nr.2 (1954)
- Orfeu-Fantezie op.8, nr.2 (1955); trio de coarde
- Sonata pentru două violoncele op.19 (1960)
- Cvartetul de coarde nr.1 op.24 (1954, rev. 1964)[3]
- Omagiu lui Ion Țuculescu op.31 (1967); cvintet
- Muzică solemnă op.34 (1969), pentru vioară și pian
- Choral op.120 (1992); pentru instrumente de suflat
- Sonata bizantină pentru vioară solo op.125 a (1994)
- Sonata bizantină pentru violoncel solo op.129 (1994)
- In memoriam Tristan Tzara op.131 (1995); pentru violoncel și pian
- Frescă bizantină op.136 (1996), pentru fagot solo
- Sonata bizantină pentru oboi solo op.147 (1999)

#### Muzică corală
- Legendă op.1 (1952); pentru cor mixt, versuri de Ion Pillat
- Patru madrigale op.5, nr.1 (1959); versuri de Nina Cassian
- Rapsodie de toamnă op.5, nr.3 (1954); pentru cor mixt
- Patru poeme pentru cor mixt op.18 (1960)
- Două poeme pentru cor mixt op.20 (1960)
- Patru poeme pentru cor de femei op.22 (1962); versuri de Ștefan Popescu
- Trei poeme rustice op.23 (1963); pentru cor bărbătesc, versuri populare
- Trei cântece senine op.24 (1964); pentru cor mixt, versuri de Mihai Dimiu
- Trei madrigale op.26 (1965); pentru cor de femei, versuri de Lucian Blaga
- Omagiu lui Eminescu op.27 (1967); pentru cor mixt, text de George Călinescu
- Cântece patriotice pentru cor (1960-1968); vol. I, cuprinde cântece pe versuri populare și culte
- Omagiu lui Bach op.37 (1971); pentru cor mixt, versuri de Mihai Constantinescu
- Din lumea lui Anton Pann op.38 (1971)
- ...Cu toate vetrele op.41 (1970); madrigal pentru cor mixt, violoncel și percuție; versuri de Ion Brad
- Dialog cu timpul op.42 (1971); suită corală
- Două poeme op.42 (1971); pentru cor mixt, versuri de Dona Roșu
- Balada lui Iancu op.44 (1972); pentru cor mixt, versuri de Domnica Filimon
- Două cântece pentru cor de femei op.46 (1972), versuri de Domnica Filimon
- Sonet de dragoste op.48 (1975); madrigal pentru cor mixt, versuri de Dan Mutașcu
- Două madrigale op.49 (1975); pentru cor mixt, versuri de Cristina Angelescu
- Stema din inimi op.55 (1978); 3 madrigale pentru cor mixt, versuri de Dan Mutașcu
- Cântece patriotice pentru cor (1968-1978); vol. II cuprinde cântece pe versuri populare și culte
- Două madrigale pe versuri de Dan Mutașcu op.57 (1979)
- Galaxia memoriei (În memoria victimelor de la Auschwitz) op.64 (1980); cantată pentru cor mixt cu solo de sopran și bas, versuri de Victor Bârlădeanu
- Omagiu lui Sadoveanu op.66 (1980); madrigal pentru cor mixt cu solo de alto, versuri de Martha Popovici
- Madrigale bănățene op.67 (1982); pentru cor mixt, versuri de Alexandru Jebeleanu
- Omagiu lui Eugenio Montale op.72 (1982); versuri de Martha Popovici
- Legenda Ciocârliei op.73 (1982); versuri de Martha Popovici
- Garibaldi op.75 (1982); pentru cor mixt, versuri de Martha Popovici
- Madrigal pentru cetatea Târgoviștei op.76 (1982); pentru cor mixt, versuri de Martha Popovici
- Balada venețiană op.77 (1983); madrigal dramatic cu solo de sopran, text de Eugen Barbu
- Suita madrigalescă op.78 (1983); pentru cor de femei, versuri de Martha Popovici
- Madrigale limpide op.79 (1983); pentru cor de copii, versuri de Semida Tăbăranu
- In memoriam Iacob Mureșianu op.80 (1983); madrigal pentru cor de copii/femei, versuri de Martha Popovici
- In memoriam Richard Wagner op.81 (1983); madrigal pentru cor mixt, versuri de Martha Popovici
- In memoriam Ciprian Porumbescu op.82 (1983); madrigal pentru cor mixt, versuri de Martha Popovici
- 3 Madrigale pe versuri de Adrian Păunescu op.86 (1984); pentru cor de femei
- 3 Cântece de dragoste și pace op.89 (1985); madrigale pentru cor mixt, versuri de Martha Popovici
- Triptic madrigalesc op.90 (1985); versuri de Petru și Doru Popovici
- Cântec liric op.92 (1986); madrigal pentru cor mixt, versuri de Doru Popovici
- De ce? Op.94 (1986); madrigal pentru cor mixt cu solo de soprană, versuri de Doru Popovici
- Diptic madrigalesc op.95 (1987); pentru cor mixt, versuri de Doru Popovici
- Patria op.96 (1987); pentru cor mixt, versuri de Ioan Alexandru
- Mama op.97 (1987); pentru cor de femei, versuri de Martha Popovici
- 3 Madrigale solemne op.98 (1987); pentru cor de femei, versuri de Doru Popovici
- 2 Cântece de dragoste op.99 (1987); pentru cor bărbătesc, versuri de Doru Popovici
- 3 Poeme lirice op.100 (1988); pentru cor bărbătesc, versuri de Doru Popovici
- Omagiu lui Brâncoveanu op.101 (1988); pentru cor mixt, versuri de Dori Popovici
- 3 Poeme pe versuri de Victor Bârlădeanu op.103 (1989); pentru cor de femei
- Ctitoriile voastre op.104 (1989); pentru cor mixt, versuri de Doru Popovici
- 3 Motete op.106 (1990); pentru cor mixt, versuri de Doru Popovici
- 2 Motete op.107 (1990); pentru cor de femei, soprană și alto, versuri de Doru Popovici
- 3 Madrigale Enesciene op.108 (1990); pentru cor mixt cu solo de soprană, versuri de Doru Popovici
- 3 Madrigale în stil bizantin op.109 (1990); pentru cor bărbătesc, versuri de Doru Popovici
- Sfântă Iugoslavia op.110 (1991); motet pentru cor mixt, versuri de Doru Popovici
- 3 Nuanțe rustice op.111 (1991); pentru cor de femei, versuri de Doru Popovici
- Rugăciune op.112 (1991); motet pentru cor de femei, text liturgic adaptat
- Două corale op.113 (1991)
- Trei corale op.114 (1991); versuri de Doru Popovici
- Omagiu lui Verdi op.115 (1992); madrigal pentru cor mixt cu solo de soprană, versuri de Doru Popovici
- Învierea Domnului op.116 (1992); motet pentru cor mixt, text liturgic
- Ca-n vis op.117 (1982); madrigal pentru cor de femei, versuri de Doru Popovici
- Omagiu sufletului german op.118 (1982); motet pentru cor mixt, soprană și două violoncele; versuri de Doru Popovici
- Vecernie op.119 (1992); motet pentru cor de femei, text liturgic
- 3 Madrigale mioritice op.121 (1992); pentru cor bărbătesc, versuri de Doru Popovici
- 3 Madrigale mioritice op.122 (1992); pentru cor mixt, versuri de Doru Popovici
- 3 Madrigale triste op.123 (1993); pentru cor mixt, versuri de Doru Popovici
- 3 Madrigale ale resemnării op.124 (1993); pentru cor mixt, versuri de Doru Popovici
- Răstignire op.126 (1994); madigal pentru cor mixt cu solo de bas, versuri de Claudia Duminică
- 2 Madrigale op.127 (1994); pentru cor de femei
- 3 Poeme apolinice op.130 (1994); pentru cor bărbătesc, versuri de Doru Popovici
- 3 Poeme tragice op.132 (1995); pentru cor mixt, versuri de Dinu Ianculescu
- 2 Elegii op.133 (1995)
- Nu l-au cunoscut op.134 (1995); motet pentru cor bărbătesc, versuri de Nicolae Iorga
- Dragoste purificatoare op.135 (1995); motet pentru cor bărbătesc, versuri de Doru Popovici
- Există o singură cale... op.138 (1996); motet pentru cor mixt, versuri de Doru Popovici
- Rugăciune pentru Caraion op.139 (1996); motet pentru cor mixt, versuri de Doru Popovici
- Maria Magdalena op.141 (1997); motet pentru cor mixt a cappella, versuri de Doru Popovici
- Călători-vom op.142 (1997); motet pentru cor bărbătesc și soprană, versuri de Ana Maria Sireteanu
- Rugăminte op.143 (1997); motet pentru cor de femei, versuri de Ana Maria Sireteanu
- Psalm op.144 (1997); monodie pentru voci de alto, versuri de Doru Popovici
- A fi fericit op.156 (2004); motet pentru cor mixt, versuri de Doru Popovici
- A-ți iubi țara op.159 (2004); madrigal pentru cor de femei, versuri de Doru Popovici

#### Muzică vocală
- Trei cântece de pribegie op.1, nr.1 (1950); pentru voce și pian, versuri de Petöfi Sandor și Octavian Goga
- Trei cântece de toamnă op.2, nr.1 (1951); pentru voce și pian, versuri de Șt.O. Iosif, George Topârceanu, George Bacovia
- Suita bacoviană op.2, nr.2 (1952); pentru voce și pian, versuri de George Bacovia
- Trei cântece pe versuri de Mihai Eminescu op.2, nr.3 (1953); pentru voce și pian
- Trei cântece pe versuri de Octavian Goga op.2, nr.4 (1953); pentru voce și pian
- Trei cântece pe versuri de Șt.O. Iosif op.4, nr.3, pentru voce și pian
- Două poeme pe versuri de Lucian Blaga op.5, nr.2 (1954); pentru voce și pian
- Poemele Evei op.8, nr.3 (1955); pentru voce și pian, versuri de Lucian Blaga
- Două cântece pe versuri de Tudor Arghezi op.11, nr.1 (1957); pentru voce și pian
- Două cântece pe versuri de Tudor Arghezi op.12 (1957); pentru voce și pian
- Patru cântece antirăzboinice op.14 (1959); pentru voce și pian, versuri de Nicolae Labiș
- Trei cântece pe versuri de Lucian Blaga op.16 (1959); pentru voce și pian
- Meditație lirică op.53 (1977); pentru voce și pian, versuri de Valeriu Bucuroiu
- Creanga de aur (1977); pentru voce și pian, versuri de Dan Mutașcu
- În numele neatârnării... (1977); pentru voce și pian, versuri de Dan Mutașcu
- Un soare nou (1977); pentru voce și pian, versuri de Valeriu Bucuroiu
- Patria muncește (1977); pentru voce și pian, versuri de Eugen Barbu
- Odă muzicii (1990); pentru voce înaltă și pian, versuri de Costin Monea
- Omagiu lui Verdi op.115 (1992); madrigal pentru soprană, violoncel și pian; versuri de Doru Popovici
- Ca-n vis op.117 (1992); madrigal pentru soprană, violoncel și pian; versuri de Doru Popovici
- Omagiu sufletului german op.118 (1992); motet pentru soprană, 2 violoncele și pian; versuri de Doru Popovici
- Imn pentru Sfânta Fecioară Maria op.125 (1994); pentru soprană, vioară, violoncel și pian; text liturgic
- In memoriam Caraion op.140 (1996); poem pentru soprană și 2 violoncele; versuri de Doru Popovici
- Petrule...fiul meu drag... op.146 (1999); poem pentru mezzosoprană, oboi, fagot și pian; versuri de Doru Popovici
- Cantata bizantină op.148 (2000); pentru voce înaltă, flaut, oboi, fagot și pian; versuri de Corneliu Vadim Tudor
- 3 Lieduri în stil bizantin op.149 (2001); versuri de Doru Popovici
- Rugăciune pentru divina armonie op.150 (2001); pentru cor mixt cu solo de alto și soprană; versuri de Doru Popovici
- In memoriam Lena Cosma op.151 (2002); poem pentru voce (sopran sau tenor) și pian; versuri de Doru Popovici
- Glasul op.152 (2002); pentru voce înaltă și pian; versuri de Victor Bârlădeanu
- O iubire imposibilă (2002); pentru voce înaltă și pian; versuri de Doru Popovici
- Doamne, cât de mult te iubesc op.157 (2004); poem pentru soprană și 4 violoncele; versuri de Doru Popovici
- Trăim o existență stranie op.158 (2004); poem pentru soprană și 4 violoncele; versuri de Doru Popovici și Petru Zeno Popovici

#### Orchestrații
- Orfeu și Euridice de Monteverdi

• Listă de creații preluată din “Lexiconul de muzicieni din România”, vol.VIII, autor Viorel Cosma (Editura Muzicală, București 2005) 